# NGC 4317
NGC 4317 је ознака објекта на координатама са ректансцензијом 12h 22m 41,0s и деклинацијом + 31° 2" 12'. Открио га је Вилијам Хершел, 13. марта 1785. Каснијим посматрањима на том положају није уочен никакав астрономски објекат.